# Де Лион (Тексас)
Де Лион (енгл. De Leon) град је у америчкој савезној држави Тексас. По попису становништва из 2010. у њему је живело 2.246 становника.

## Демографија
Према попису становништва из 2010. у граду је живело 2.246 становника, што је 187 (7,7%) становника мање него 2000. године.
| Група             | 2000.         | 2010.         |
| Белци             | 1.734 (71,3%) | 1.565 (69,7%) |
| Афроамериканци    | 3 (0,1%)      | 7 (0,3%)      |
| Азијати           | 1 (0,0%)      | 4 (0,2%)      |
| Хиспаноамериканци | 670 (27,5%)   | 645 (28,7%)   |
| Укупно            | 2.433         | 2.246         |